# Csomád vasútállomás
Csomád vasútállomás egy Pest vármegyei vasútállomás, Fót területén, a MÁV üzemeltetésében. A település keleti határszéle közelében helyezkedik el, közúti megközelítését a 2102-es útból, annak a 16+400-as kilométerszelvénye körül (Fót, Csomád és Mogyoród hármashatárától nem messze, de fóti területen) dél felé kiágazó, 100 méternél rövidebb, 21 307-es számú mellékút biztosítja. A névadó község központjától jó 2 kilométer távolságra található, déli irányban.

## Vasútvonalak
Az állomást az alábbi vasútvonalak érintik:
- Budapest–Vácrátót–Vác-vasútvonal

## Kapcsolódó állomások
A vasútállomáshoz az alábbi állomások vannak a legközelebb:
- Fótfürdő megállóhely (Budapest-Nyugati pályaudvar, Budapest–Vácrátót–Vác-vasútvonal)
- Ivacs megállóhely (Vác vasútállomás, Budapest–Vácrátót–Vác-vasútvonal)

## Forgalom
| Járat | Útvonal | Gyakoriság |
| ----- | --- | ---------- |
| S71   | Budapest-Nyugati – Rákosrendező – Istvántelek – Rákospalota-Újpest – Rákospalota-Kertváros – Alagimajor – Fót – Fótújfalu – Fótfürdő – Csomád – Ivacs – Veresegyház – Erdőkertes – Vicziántelep – Őrbottyán – Rudnaykert – Váchartyán – Csörög – Máriaudvar – Vác-Alsóváros – Vác | Óránként   |